# ジェームズ・ハリス (第3代マームズベリー伯爵)
第3代マームズベリー伯爵ジェームズ・ハワード・ハリス（英: James Howard Harris, 3rd Earl of Malmesbury, GCB, PC、1807年3月25日 - 1889年5月17日）は、イギリスの政治家、貴族。
ヴィクトリア朝の保守党政権で閣僚職を歴任した。

## 経歴
1807年3月25日、第2代マームズベリー伯爵ジェームズ・ハリスの長男として誕生。母はハリエット・スーザン(Harriet Susan)（旧姓ダッシュウッド(Dashwood)）。
イートン校を経てオックスフォード大学オリオル・カレッジへ進学。
1841年6月にウィルトン選挙区から保守党の庶民院議員に当選する。同年9月にマームズベリー伯爵位を継承し、貴族院へ移籍。
1852年2月に成立した第一次ダービー伯爵内閣には外務大臣として入閣した。ハリス家が代々外交官の家系であることとダービー伯爵へのコネによる人事であった。当時のイギリスでは1848年にフランス大統領に当選したナポレオン・ボナパルトの甥ルイ・ナポレオンへの恐怖感が根強く、フランスの攻撃に備えるべく軍拡機運が高まっていたが、マームズベリー伯爵は財務大臣ベンジャミン・ディズレーリとともにその不安を解消に努めた。
マームズベリー伯爵は長らくディズレーリと盟友関係だったが、第一次ダービー伯爵内閣崩壊後の野党期にディズレーリが保守党庶民院院内総務として政府に対する徹底抗戦路線を決定したことに反対したことで、彼と溝ができた。
1858年2月に成立した第二次ダービー伯爵内閣にも外務大臣として入閣。フランス皇帝ナポレオン3世とサルデーニャ王国宰相カヴール伯爵カミッロ・パオロ・フィリッポ・ジュリオ・ベンソが開始したイタリア統一戦争に際してはヴィクトリア女王や首相ダービー伯爵とともに親オーストリア派と看做されていた。対して野党の自由主義派は民族自決擁護から親フランス・サルデーニャ派であり、世論もフランス・サルデーニャ支持の声が大きかった。結局この件で自由主義派の保守党政権倒閣機運が高まり、自由党が結成された。これを警戒したマームズベリー伯爵は政府が親オーストリア派であるという噂を否定する必要があると考え、自分の書いたイタリア問題指示書を議会に公表することを庶民院院内総務ディズレーリに提案したが、マームズベリー伯爵を信用していなかったディズレーリはこれに応じなかった。結果、野党は内閣不信任と同義の女王奉答決議案修正案を13票差で可決させて第二次ダービー伯爵内閣を総辞職に追い込んだ。この結果についてマームズベリー伯爵は「イタリア問題の文書を公開すれば修正案に反対すると言ってくれた野党議員は12人ないし14人はいた。」と述べて残念がった。
1866年6月に成立した第三次ダービー伯爵内閣には外務大臣としての入閣を断り、首相ダービー伯爵の息子であるスタンリー卿にその座を譲った。マームズベリー伯爵は王璽尚書として入閣した。1868年2月にダービー伯爵が病気のため引退し、代わってディズレーリが首相・保守党党首となったが、この際にマームズベリー伯爵はダービー伯爵が務めていた貴族院院内総務の地位も兼務した。
第一次ディズレーリ内閣倒閣後、マームズベリー伯爵は保守党貴族院院内総務の地位を辞した。
1874年2月に第二次ディズレーリ内閣が成立すると再び王璽尚書として入閣し、1876年まで務めた。
1889年5月17日に死去。82歳だった。子供はなく、甥のエドワード・ジェームズ・ハリスが爵位を継承した。

## 人物
サウスゲイトは著書『1832年〜1886年 ホイッグの変遷』の中で19世紀英国外務大臣は党派で分けるより気質で分けた方がよいとし、「活動派」としてカニング、パーマストン、ラッセル、「受動派」としてアバディーン、グランヴィル、マームズベリーを挙げている。

## 爵位
- 1841年9月10日、第3代マームズベリー伯爵（1800年創設グレートブリテン貴族爵位）
- 1841年9月10日、第3代フィッツハリス子爵（1800年創設グレートブリテン貴族爵位）
- 1841年9月10日、第3代マームズベリー男爵（1788年創設グレートブリテン貴族爵位）[3]

## 家族
1830年に第5代タンカーヴィル伯爵チャールズ・ベネットの娘コリザンド・エマ・ベネット嬢（Lady Corisande Emma Bennet）と結婚したが、子供は無かった。